# 1-ше Іткулово
1-ше Ітку́лово (рос. 1-е Иткулово, башк. 1-се Эткол) — село у складі Баймацького району Башкортостану, Росія. Адміністративний центр Іткуловської 1-ї сільської ради.
Населення — 926 осіб (2010; 1071 в 2002).
Національний склад:
- башкири — 100%